# تاکسیدرمی (فیلم ۱۴۰۳)
تاکسیدرمی فیلمی کمدی فانتزی ایرانی محصول ۱۴۰۳ به کارگردانی محمد پایدار و تهیه‌کنندگی محمدجواد موحد است.

## خلاصه داستان
داستان این فیلم با محوریت برادر ناتنی محمدرضا پهلوی و علاقه‌مندی‌اش به شکار گوزن، ماجرای تلاش سه شکارچی، برای شکار گوزن زرد ایرانی در حال انقراض در بحبوحه پیروزی انقلاب اسلامی ۱۳۵۷ ایران است.

## جوایز و افتخارات
فیلم سینمایی تاکسیدرمی که جز ده فیلم پرمخاطب در چهل سومین دوره جشنواره فیلم فجر شد، توانست با نامزدی در چهار رشته بهترین جلوه‌های ویژه بصری، بهترین طراحی صحنه، بهترین صدا و بهترین فیلمبرداری پیشتاز نامزدی در میان ۴ اثر کمدی‌ حاضر در این رویداد شود.

## بازیگران
- مجید صالحی
- هادی کاظمی
- آناهیتا درگاهی
- حسن معجونی
- فرزین محدث
- امین بلادی
- هدیه حسینی
- سهراب نباتی
- بیژن بنفشه‌خواه
- علیرضا مسعودی
- جواد خواجوی
- آتوسا کلانتری